# José Luis Sáenz de Heredia

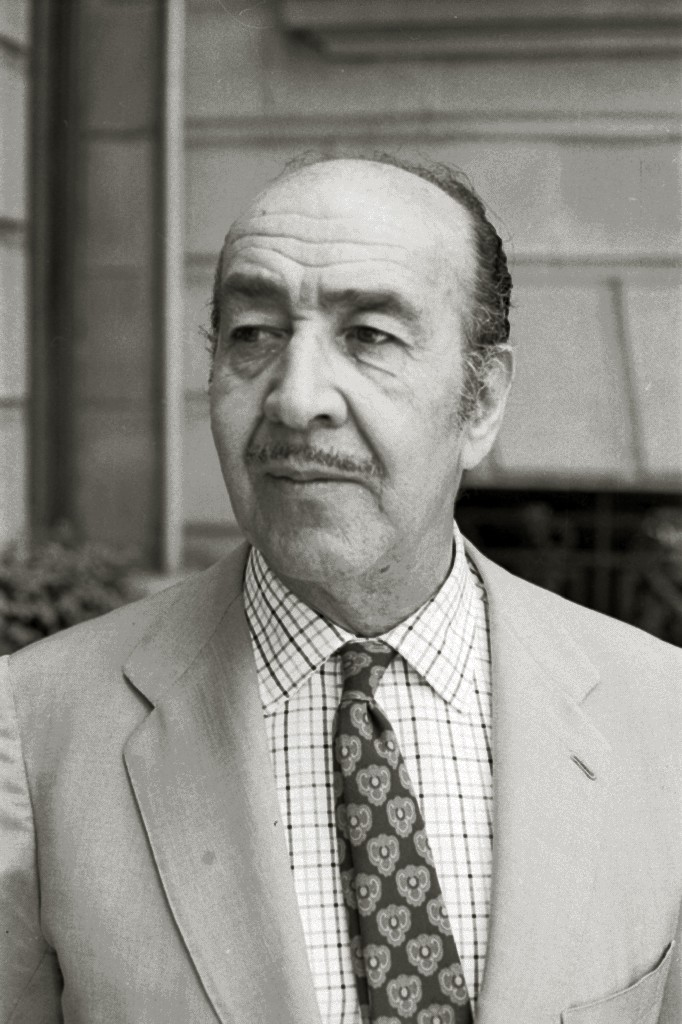
José Luis Sáenz de Heredia (1970)

José Luis Sáenz de Heredia y Osio (* 10. April 1911 in Madrid; † 4. November 1992 ebenda) war ein spanischer Regisseur und Drehbuchautor.

## Leben
Gegen den Wunsch seiner aristokratischen Familie, die ihn gerne als Architekt oder Marineoffizier gesehen hätten, wandte sich Sáenz de Heredia gleich nach seiner Militärzeit dem jungen Studio von Serafin Ballesteros zu und drehte mit 23 Jahren seine ersten beiden Filme als Regisseur nach selbstgeschriebenem Drehbuch.
Nach zwei Komödien und einem Auftritt als Schauspieler in einem von Luis Buñuel überwachten Film (mit dem er zeitlebens trotz sehr unterschiedlicher politischer Auffassung befreundet war) wurde er bei Ausbruch des spanischen Bürgerkrieges von den Kommunisten verhaftet, verlor fast sein Leben und kämpfte auf Seiten franquistischer Truppen. 1939 drehte er Dokumentarfilme; er war der „Hausregisseur“ General Francos.
1941 kehrte er mit einer Komödie ins Spielfilmlager zurück und begann eine lange Reihe enorm erfolgreicher Filme, die mal leichter Natur, mal politisch deutlich wie der von Francisco Franco selbst geschriebene Rasse waren. In den 1950er Jahren war er der Direktor des nationalen Filminstitutes. Daneben fand er Zeit für Dokumentarfilme über Real Madrid und General Franco. Bis 1975 drehte er so 40 Filme, in denen er selbst oft einen Kurzauftritt hatte. Mit Ende des Franco-Regimes zog er sich zurück.

## Filmografie (Auswahl)
- 1942: Rasse (Raza, auch: El espíritu de una raza)
- 1952: Auch die Augen hinterlassen Spuren (Los ojos dejan huellas)
- 1959: Zehn Gewehre warten (Diez fusiles esperan)
- 1971: Eine anständige Frau (La decente)

## Auszeichnungen
- 1945: für den Film Bambù – Nationaler Filmpreis für die Musik
- 1947: für den Film Las aguas bajan negras – 5. Nationaler Filmpreis für den besten Film
- 1956: für den Film Faustina – Nationaler Filmpreis für das beste Drehbuch